# 葡萄膜
葡萄膜（Uvea）又称眼球血管膜（vascular tunic）、色素膜，是眼球壁的中间层（外层为纤维膜，内层为神经膜），此膜像紫黑色、又圆又软的葡萄而得名，由疏松结缔组织构成，富含血管和色素，故也叫血管膜或色素膜。它由前部的虹膜、中部的睫状体和后部的脉络膜构成。其主要作用为产生房水、调节眼内压、供给眼球血液营养、排泄废物及有毒物质和遮挡光线作用。
葡萄膜炎可累及葡萄膜的一部分或全部，会迅速损害眼睛，并可引起长期性并发症如青光眼、白内障以及视网膜脱离。